# Archidiecezja Meksyku

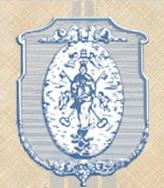
Herb archidiecezji

Archidiecezja Meksyku (łac.: Archidioecesis Mexicana, hiszp.: Arquidiócesis de México) – katolicka archidiecezja meksykańska położona w środkowej części kraju, obejmująca swoim zasięgiem część Dystryktu Federalnego. Siedziba arcybiskupa znajduje się w Katedrze Metropolitalnej w Meksyku. Siedziba prymasa Meksyku.

## Terytorium
Granice diecezji meksykańskiej nie były jasno określone zaraz po jej utworzeniu w XVI wieku. Wynikało to z tego, iż uważano Amerykę za część Azji. Dopiero w XIX wieku Stolica Apostolska zezwoliła królom Hiszpanii na określenie granic diecezji w Nowym Świecie. Archidiecezja meksykańska obejmowała terytorium na zachodzie od Pacyfiku po Atlantyk na wschodzie i Tampico na północy po Acapulco na południu.
W ciągu XIX wieku obszar archidiecezji uległ skurczeniu po wydzieleniu się z niej kolejnych diecezji. Obecnie jej terytorium obejmuje wyłącznie część Dystryktu Federalnego.
28 września 2019 na terenie miasta Meksyk powstały trzy diecezje wydzielone z archidiecezji meksykańskiej: Azcapotzalco, Iztapalapa i Xochimilco.

## Historia
Po przybyciu hiszpańskich konkwistadorów do Ameryki Północnej na początku XVI w. rozpoczął się podbój Państwa Azteków, który zakończył się utworzeniem hiszpańskiej kolonii – Wicekrólestwa Nowej Hiszpanii. Od samego początku rozpoczęła się również misja chrystianizacyjna Ameryki Środkowej.
Archidiecezja meksykańska została założona 9 lutego 1530 przez papieża Klemensa VII bullą Sacri Apostolorum ministerio, z wydzielenia części terytorium z archidiecezji Puebla de los Angeles.
12 lutego 1546 diecezja meksykańska została przekształcona w archidiecezję i metropolię kościelną.

## Biskupi
- arcybiskup metropolita- kard. Carlos Aguiar Retes
- arcybiskup senior - kard. Norberto Rivera Carrera
- biskup pomocniczy - Salvador González Morales
- biskup pomocniczy - Carlos Enrique Samaniego López
- biskup pomocniczy - Luis Pérez Raygoza
- biskup pomocniczy - Héctor Mario Pérez Villarreal
- biskup pomocniczy - Andrés Luis García Jasso
- biskup pomocniczy - Francisco Javier Acero Pérez
- biskup senior - Francisco Clavel Gil
- biskup senior - José Luis Fletes Santana

## Podział administracyjny
W skład archidiecezji meksykańskiej wchodzi obecnie 307 parafie, zgrupowane w 7 wikariatach.
- Wikariat I - Matki Bożej z Guadalupe
  - wikariusz: ks. Salvador Martínez Ávila
- Wikariat II - Chrystusa Króla
  - wikariusz: o. Martín López Sánchez
- Wikariat III - św. Filipa Apostoła
  - wikariusz: o. Genaro Miguel Chávez
- Wikariat IV - św. Michała Archanioła
  - wikariusz: ks. Federico Altbach
- Wikariat V - św. Piotra Apostoła
  - wikariusz: ks. Luis Monroy
- Wikariat VI - św. Józefa
  - wikariusz: ks. José Antonio Carballo
- Wikariat VII - bł. Michała Augustyna Pro
  - wikariusz: ks. Miguel Ángel Urbán

## Główne świątynie[1]
- Katedra Metropolitalna w Meksyku
- Bazylika Matki Boskiej z Guadalupe w Meksyku
- Bazylika Matki Bożej św. Józefa, Matki Bożej i Najświętszego Serca Pana Jezusa w Meksyku

## Patroni
- św. Filip (I w.) - jeden z dwunastu apostołów Jezusa. Zmarł prawdopodobnie w Hierapolis.

## Edukacja

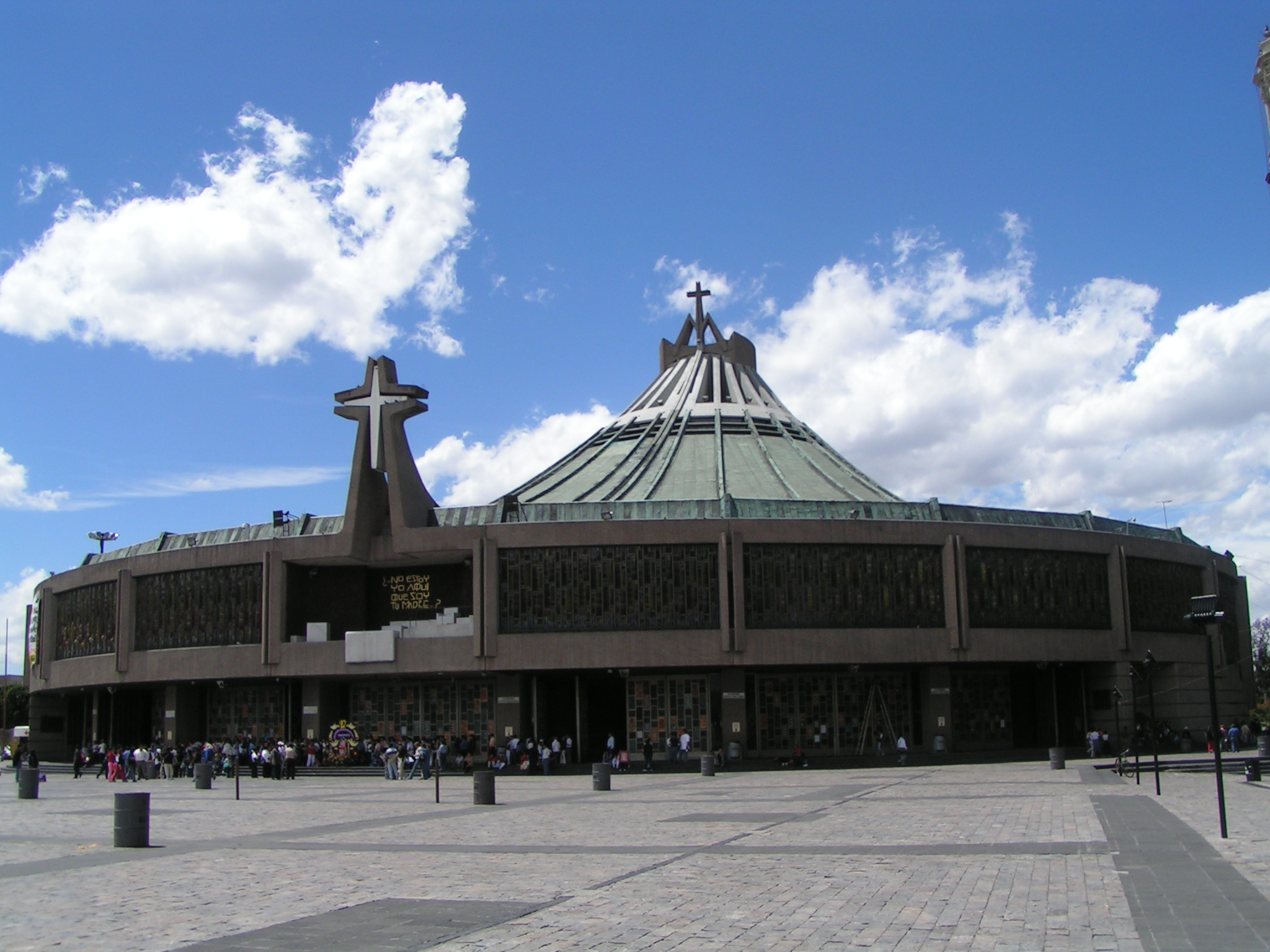
Bazylika Matki Bożej z Guadalupe w Meksyku

Na terytorium archidiecezji meksykańskiej działa wiele szkół katolickich różnego szczebla, prowadzonych przez zakony, które oferują swoim wychowanków wykształcenie w wielu dziedzinach wiedzy. Poza tym Kościół katolicki prowadzi siedem szkół wyższych:
- Uniwersytet Pontyfikalny Meksyku
- Seminarium Duchowne Meksyku
- Seminarium Hiszpańskie Matki Bożej z Guadalupe
- Seminarium Casa Tlalpan
- Seminarium Guadalupe
- Niższe Seminarium House Huipulco
- Seminarium Misyjne Redemptorystów
- Katolicki Universitad Lumen gentium